# Knight Flower
Knight Flower (en hangul, 밤에 피는 꽃; en hanja, 夜에 피는 花; romanización revisada, Bam-e pineun kkot; literalmente, «Flores que florecen en la noche») es una serie de televisión surcoreana dirigida por Jang Tae-yoo y protagonizada por Lee Ha-nee, Lee Jong-won, Kim Sang-joong y Lee Ki-woo. Es un drama histórico de acción y comedia basado en un webtoon con el mismo título original coreano. Se emitirá por el canal  MBC desde el 12 de enero de 2024, en horario de viernes y sábados a las 21:50 (hora local coreana).

## Sinopsis
Yeo-hwa es viuda desde hace quince años. Se había casado con el hijo de la familia más noble del país, y desde su muerte vive como una viuda irreprochable durante el día, pero por las noches se encubre y salta la muralla del palacio para ayudar a la gente. Un día conoce a Soo-ho, un oficial militar de Geumwiyeong, que le abre nuevas perspectivas.

## Reparto

### Principal
- Lee Ha-nee como Jo Yeo-hwa, una mujer noble, viuda  desde hace quince años, que lleva una doble vida: durante el día remilgada y virtuosa e incapaz de concebir el mundo fuera del palacio, durante la noche una mujer intrépida que salta la muralla para ofrecer una mano amiga a los necesitados.[2][4][5]
- Lee Jong-won como Park Soo-ho, un oficial militar de Geumwiyeong,  inteligente y con excelentes habilidades en artes marciales. Después de conocer a la viuda enmascarada Yeo-hwa se ve envuelto en un incidente inesperado, y su vida cambia drásticamente.[6][7][8]
- Kim Sang-joong como Seok Ji-sung, el suegro de Yeo-hwa, que es el consejero de estado de la izquierda. Es amable y generoso con Jo Yeo-hwa, pero cuando se trata de asuntos nacionales, muestra una política basada en una convicción absoluta.[9][10][11]
- Lee Ki-woo como Park Yoon-hak, el hermano mayor de Soo-ho, secretario real de tercer rango y uno de los hombres de confianza del rey. Esconde un secreto detrás de su apariencia perfecta.[12][13]

### Secundario

#### Entorno de Yeo-hwa
- Park Se-hyun como Yeon-sun, amiga de Yeo-hwa.[14][15]
- Yoon Sa-bong como Jang So-woon, actual propietaria de Hwayeon Sangdan, de 200 años de antigüedad.[16][17]
- Lee Woo-je como Hwal-yu, secretario y mano derecha de So-woon, al que Yeo-hwa salvó tras ser abandonado por sus padres.
- Jung Ye-na como Kkot-nim, una niña que lleva fruta y material de costura a Yeo-hwa, a la que siempre hace sonreír.

#### Familia política de Yeo-hwa
- Kim Mi-kyung como Yoo Geum-ok, la estricta suegra de Yeo-hwa, para quien el honor y el respeto de la familia son lo más importante.[18][19]
- Jung So-ri como Seok Jae-i, la hija menor de Ji-sung y cuñada de Yeo-hwa, a la que odia porque la cree culpable de la muerte de su hermano.
- Nam Mi-jung como Bong Mal-daek, la sirviente de la familia de Ji-sung desde hace mucho tiempo. Fue la niñera de Seok-jeong, el marido muerto de Yeo-hwa.[20][21]

#### Entorno de Soo-ho
- Jung Yong-joo como Bi-chan, autoproclamado ayudante de Soo-ho.
- Kim Kwang-kyu como Hwang Chi-dal, un oficial militar de segundo rango que sueña con entrar en palacio; es el superior de Soo-ho.[18][19]
- Oh Ye-joo como Hwang Yi-kyung, la hija menor de Chi-dal.

#### Entorno de Ji-sung
- Heo Jung-do como Yi So, el rey de Joseon.
- Seo Yi-sook como Oh Nan-kyung, la esposa de Heung-jib, quien nació en una familia prestigiosa pero se casa con un marido sin escrúpulos debido a un secreto, aunque busca una oportunidad para cambiar su vida.[18][19]
- Jo Jae-yoon como Kang Pil-jik, el miembro de mayor rango de la familia Unjong, es una persona involucrada en todo tipo de corruptelas.[18][19]
- Woo Kang-min como Man-sik, estrecho servidor de Pil-jik.

#### Otros
- Kim Hyung-mook como Yeom Heung-jib, el ministro de Impuestos, un hombre sin escrúpulos que ha subido socialmente gracias a su mujer Oh Nan-kyung.[18][19]
- Park Sung-woo como Jo Sung-hu, el hermano mayor de Yeo-hwa.[22]

## Producción
Knight Flower está basada en un webtoon con el mismo título original coreano, disponible en la plataforma KakaoPage desde el 14 de agosto de 2023. El director de la serie es Jang Tae-yoo, responsable también de otras producciones de éxito como My Love from the Star (2013), Hienas (2020) y Lovers of the Red Sky (2021). Para la protagonista Lee Ha-nee es la primera serie que rueda después de su maternidad en junio de 2022. Por su parte, Kim Sang-joong vuelve a televisión después de cuatro años de su última aparición. Para Lee Jong-won es su primera serie de época.
La serie fue producida en el condado de Cheongsong, tras un acuerdo comercial firmado entre las autoridades del mismo y MBC con el propósito de promocionar el turismo en la zona. El principal lugar de rodaje fue la Casa Histórica de Songso, un patrimonio cultural folclórico nacional y uno de los principales destinos turísticos del condado.
El rodaje concluyó en agosto de 2023. El 15 de noviembre se publicaron imágenes de la lectura del guion por el reparto de actores. Entre noviembre y diciembre se difundieron varios avances y carteles, así como algunos fotogramas con los distintos personajes.

## Banda sonora original
La banda sonora original de Knight Flower se lanzó primero en siete sencillos, y después en un disco doble publicado el 17 de febrero de 2024: el primero contiene todos los sencillos, y el segundo 59 pistas con todo el resto de la música compuesta para la serie.
| Parte | Fecha de publicación                                                                | Título                                                                              | Letra                                                                               | Música                                                                              | Artista                                                                             | Dur.                                                                                | Ref.                                                                                |
| ----- | ----------------------------------------------------------------------------------- | ----------------------------------------------------------------------------------- | ----------------------------------------------------------------------------------- | ----------------------------------------------------------------------------------- | ----------------------------------------------------------------------------------- | ----------------------------------------------------------------------------------- | ----------------------------------------------------------------------------------- |
| 1     | 20 de enero de 2024                                                                 | 내 사랑 내 곁에 [«Mi amor a mi lado»]                                               | Zeenan, OneTop, J-Season                                                            | Zeenan, OneTop, J-Season                                                            | Zeenan                                                                              | 4:12                                                                                | [ 30 ]                                                                              |
| 2     | 26 de enero de 2024                                                                 | 칼날 [«Cuchillo»]                                                                   | Lee Young-ji, Zeenan, OneTop, J-Season                                              | Lee Young-ji, Zeenan, OneTop, J-Season                                              | Lee Young-ji, Zeenan                                                                | 3:30                                                                                | [ 31 ]                                                                              |
| 3     | 27 de enero de 2024                                                                 | 두 눈을 감으면 [«Cuando cierro los ojos»]                                           | Ashmoon, Park Seok-won, Joo Ji-hoon                                                 | Ashmoon, Park Seok-won, Joo Ji-hoon                                                 | Lee Su-jung                                                                         | 3:41                                                                                | [ 32 ]                                                                              |
| 4     | 4 de febrero de 2024                                                                | 바램 [«Mi esperanza»]                                                               | J-Season, Yeo Jae-min                                                               | J-Season, Yeo Jae-min                                                               | Seo Da-hyun                                                                         | 3:33                                                                                | [ 33 ]                                                                              |
| 5     | 9 de febrero de 2024                                                                | 처음부터 사랑이었다 [«Fue amor desde el principio»]                                 | J-Season, It Turned Out to Be a Coma                                                | J-Season, It Turned Out to Be a Coma, Choi Cheol-hoon                               | Lee Dong-yoon                                                                       | 3:43                                                                                | [ 34 ]                                                                              |
| 6     | 10 de febrero de 2024                                                               | 밤의 개화 [«Flor que florece de noche»]                                             | Ahn Su-wan, Kim Hee-jae, J-Season                                                   | Ahn Su-wan, Kim Hee-jae, J-Season                                                   | Juwontak                                                                            | 3:50                                                                                | [ 35 ]                                                                              |
| 7     | 16 de febrero de 2024                                                               | 내 사랑 내 곁에 [«Mi amor a mi lado»]                                               | Zeenan, OneTop, J-Season                                                            | Zeenan, OneTop, J-Season                                                            | Prin                                                                                |                                                                                     | [ 36 ]                                                                              |
| Notas | Las canciones de la banda sonora tienen una versión instrumental de igual duración. | Las canciones de la banda sonora tienen una versión instrumental de igual duración. | Las canciones de la banda sonora tienen una versión instrumental de igual duración. | Las canciones de la banda sonora tienen una versión instrumental de igual duración. | Las canciones de la banda sonora tienen una versión instrumental de igual duración. | Las canciones de la banda sonora tienen una versión instrumental de igual duración. | Las canciones de la banda sonora tienen una versión instrumental de igual duración. |

## Audiencia
La serie tuvo un extraordianrio éxito de audiencia, si se compara con otras series de viernes y sábado del mismo canal MBC. En 2022 Big Mouse alcanzó el 13,7 %, cifra con la que ocupaba el segundo lugar por audiencia, y en 2021 The Red Sleeve Cuff, la primera en absoluto, llegó al 17,4 %. El último episodio de Knight Flower superó esta marca con el 18,4 %, por lo que se convirtió en la serie de viernes y sábado más vista de siempre en MBC.
| Temporada | Temporada | Episodio número | Episodio número | Episodio número | Episodio número | Episodio número | Episodio número | Episodio número | Episodio número | Episodio número | Episodio número | Episodio número | Episodio número | Promedio |
| Temporada | Temporada | 1               | 2               | 3               | 4               | 5               | 6               | 7               | 8               | 9               | 10              | 11              | 12              | Promedio |
| --------- | --------- | --------------- | --------------- | --------------- | --------------- | --------------- | --------------- | --------------- | --------------- | --------------- | --------------- | --------------- | --------------- | -------- |
|           | 1         | 1.495           | 1.529           | 1.916           | 1.375           | 1.964           | 2.224           | 2.286           | 2.227           | 1.980           | 2.492           | 2.815           | 3.395           | 2.142    |

| Episodio | Fecha de emisión      | Índices de audiencia (Nielsen Korea) | Índices de audiencia (Nielsen Korea) |
| Episodio | Fecha de emisión      | Nacional                             | Seúl                                 |
| --- | --------------------- | ------------------------------------ | ------------------------------------ |
| 1 | 12 de enero de 2024   | 7,9 % (4.ª)                          | 7,7 % (4.ª)                          |
| 2 | 13 de enero de 2024   | 8,2 % (3.ª)                          | 7,9 % (3.ª)                          |
| 3 | 19 de enero de 2024   | 10,8 % (2.ª)                         | 11,0 % (1.ª)                         |
| 4 | 20 de enero de 2024   | 7,9 % (2.ª)                          | 7,2 % (2.ª)                          |
| 5 | 26 de enero de 2024   | 11,4 % (2.ª)                         | 12,0 % (1.ª)                         |
| 6 | 27 de enero de 2024   | 12,5 % (2.ª)                         | 12,5 % (2.ª)                         |
| 7 | 2 de febrero de 2024  | 13,1 % (1.ª)                         | 12,7 % (1.ª)                         |
| 8 | 3 de febrero de 2024  | 12,6 % (2.ª)                         | 12,5 %                               |
| 9 | 9 de febrero de 2024  | 11,0 % (1.ª)                         | 10,3 % (1.ª)                         |
| 10 | 10 de febrero de 2024 | 12,9 % (2.ª)                         | 12,1 % (2.ª)                         |
| 11 | 16 de febrero de 2024 | 15,4 % (1.ª)                         | 14,7 % (1.ª)                         |
| 12 | 17 de febrero de 2024 | 18,4 % (2.ª)                         | 18,1 % (1.ª)                         |
| Promedio | Promedio              | 11,8 %                               | 11,6 %                               |
| - En la tabla superior, los números azules representan las calificaciones más bajas y los números rojos representan las más altas. |                       |                                      |                                      |